# Albinen

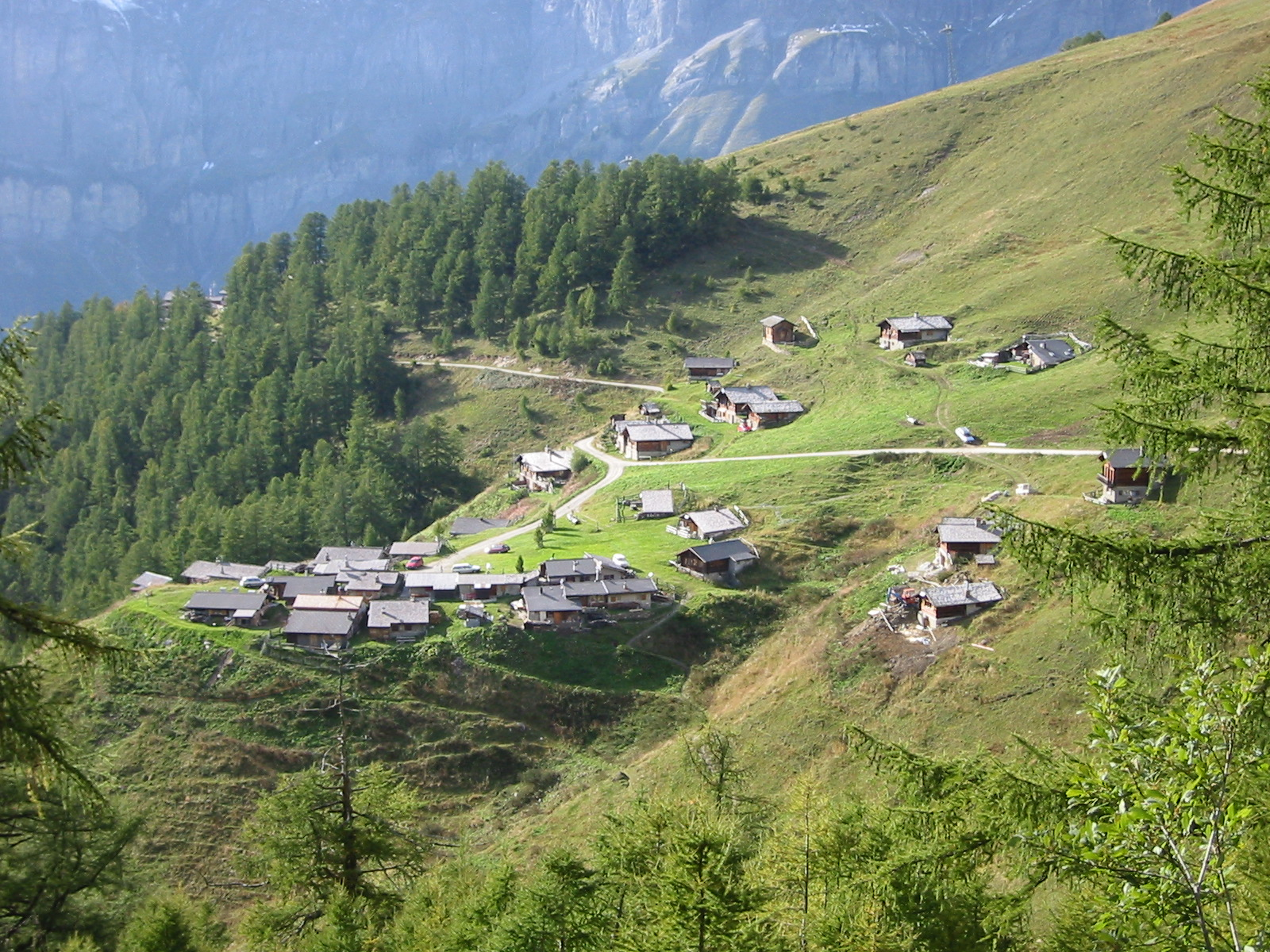
Torrentalp

Albinen (Walliserdeutsch Albinu [ˈalbɪnʊ]; französisch Arbignon/Albignon) ist ein Dorf, eine Munizipalgemeinde und eine Burgergemeinde im Bezirk Leuk sowie eine Pfarrgemeinde des Dekanats Leuk im deutschsprachigen Teil des Schweizer Kantons Wallis.

## Name
Der Ort ist erstmals 1224 als albignun urkundlich erwähnt. Der Ortsname könnte auf einen lateinischen Personennamen *Albinione zurückgehen.

## Geographie
Albinen liegt an einem Südhang am Eingang zum Dalatal.
Nebenstrassen verbinden Albinen mit Leukerbad und Leuk.
Zu den Sehenswürdigkeiten von Albinen zählen zahlreiche erhalten gebliebene Walliser Bergbauernhäuser und -scheunen.
Die Dorfkirche ist in einem sehr modernen Stil errichtet, nachdem die alte Kirche durch ein Erdbeben zerstört wurde. Im Ort befindet sich ein privates Mühlenmuseum, das einmal die Woche geöffnet hat.

## Wappen
Beschreibung: In Silber ein schwarzes Hochkreuz auf grünem Dreiberg.

## Bevölkerung
| Bevölkerungsentwicklung | Bevölkerungsentwicklung | Bevölkerungsentwicklung | Bevölkerungsentwicklung | Bevölkerungsentwicklung | Bevölkerungsentwicklung | Bevölkerungsentwicklung | Bevölkerungsentwicklung | Bevölkerungsentwicklung |      |
| ----------------------- | ----------------------- | ----------------------- | ----------------------- | ----------------------- | ----------------------- | ----------------------- | ----------------------- | ----------------------- | ---- |
| Jahr                    | 1850                    | 1900                    | 1950                    | 2000                    | 2010                    | 2012                    | 2014                    | 2016                    | 2023 |
| Einwohner               | 370                     | 380                     | 323                     | 261                     | 278                     | 268                     | 251                     | 241                     | 262  |

## Gemeindepräsidenten
| Amtszeit  | Name            | Partei |
| --------- | --------------- | ------ |
| 1969–1980 | Herbert Mathieu | KVP    |
| 1981–1984 | Edgar Gottet    | CSP    |
| 1985–1992 | Armin Mathieu   | CVP    |
| 1993–2004 | Oskar Mathieu   | CSP    |
| 2005–2016 | Bernhard Grand  | CSP    |
| 2017–2022 | Beat Jost       | SP     |
| 2022–2024 | Nicole Köppel   | ?      |
| 2025–     | Lukas Grand     | ?      |

## Wirtschaft
Das Dorf lebt heute überwiegend vom Tourismus.
Aufgrund der Nähe zu den Torrentbahnen wird es im Winter vor allem von Wintersporttouristen besucht. Ausgehend von Albinen lassen sich anspruchsvolle Wanderungen unternehmen.  Auch anspruchsvolle Touren sind möglich, beispielsweise die Strecke nach Leukerbad über die Albinenleitern zu bewandern.
Zudem existieren in Albinen eine Töpferei, eine Schreinerei, ein Bauunternehmen sowie ein Landschafts- und Gartenbauunternehmen.

Historisches Luftbild von Werner Friedli von 1955